# Педро I од Арагона и Наваре
Педро I од Арагона и Наваре (Valle de Hecho, 1068 - Val d'Aran, 27. септембар 1104)
је био краљ Краљевина Арагон, Краљевина Памплона из династије Хименез. Био је син Санчо Рамирез од Арагона и Изабела од Урхела. 